# Вронець (Малопольське воєводство)
Вронець (пол. Wroniec) — село в Польщі, у гміні Конюша Прошовицького повіту Малопольського воєводства.
Населення — 142 особи (2011).
У 1975-1998 роках село належало до Краківського воєводства.

## Демографія
Демографічна структура станом на 31 березня 2011 року:
|          | Загалом | Допрацездатний вік | Працездатний вік | Постпрацездатний вік |
| -------- | ------- | ------------------ | ---------------- | -------------------- |
| Чоловіки | 72      | 19                 | 41               | 12                   |
| Жінки    | 70      | 13                 | 41               | 16                   |
| Разом    | 142     | 32                 | 82               | 28                   |